# Olive Anderson
Olive Anderson (1927-2016) foi professora de história no Westfield College, Universidade de Londres. Ela destacou-se pela sua abordagem inovadora para a escrita da história militar, que se concentrou nos aspectos políticos, administrativos e culturais dos conflitos, em vez da estratégia ou da táctica. Em 2017, ela participou na conferência London's Women Historians, realizada no Institute of Historical Research.